# Parque nacional Rincón de la Vieja
El Parque nacional Rincón de la Vieja está ubicado en las provincias de Guanacaste y Alajuela. Se encuentra ubicado dentro del Área de Conservación de Guanacaste a 23 kilómetros de la ciudad de Liberia,Guanacaste. El parque contiene el volcán al cual le debe su nombre: el volcán Rincón de la Vieja. 

## Organización
Para facilitar su administración, el parque se divide en dos sectores: el sector Santa María y el sector Las Pailas. El sector Santa María correspondía anteriormente a una de las principales haciendas de la zona, hasta su incorporación al parque nacional. Por su parte, el sector Las Pailas recibe su nombre debido a la intensa actividad volcánica presente en la región, caracterizada por fumarolas, pozas de agua caliente y otras manifestaciones geotérmicas.

## Hidrología
El volcán divide las aguas en dos vertientes, la del Pacífico y la del Atlántico. También en esta zona aparecen unos 32 ríos además de otros ríos de carácter intermitente. 

## Flora y fauna
Debido a la actividad volcánica y a las diferencias en altura, se logra sostener diferentes ecosistemas.

### Flora
En las altitudes más elevadas, los árboles son de menor estatura. Entre las especies están el laurel (Cordia alliodora), el indio desnudo Bursera simarouba, el árbol de Guanacaste (Entherolobium cyclocarpum), y el cedro amargo (Cedrela odorata). También, abunda la flor nacional de Costa Rica, la Guaria Morada (Guariante Skinerii).

### Fauna
Debido al variado relieve del parque hay una gran diversidad de especies.
Se han identificado 260 especies de aves; el pavón, el tucancillo y los colibríes son, entre otras, las principales especies.
Los mamíferos más comunes son: el agutí, el tapir, el saíno, el oso hormiguero, el [[perez[mono araña]] y el mono capuchino.
Abundan los insectos, destacan las mariposas del género Morpho con cuatro especies. una especie de ave es. Una especia de Gibbifer.

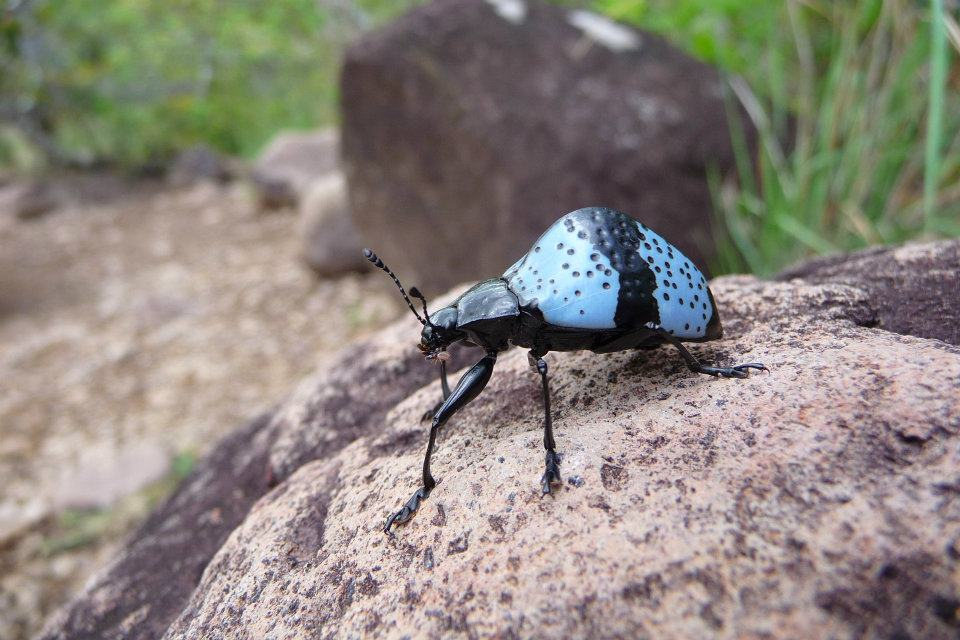
Gibbifer, 2012, Rincon de la Vieja